# Éliane Larus
Éliane Larus, née au Pin (Deux-Sèvres) le 24 avril 1944, est un peintre, sculpteur et plasticien français. Elle vit et travaille à Paris 13e.

## Biographie
En 1963, elle s’inscrit à l’École supérieure des Beaux-Arts de Tours, dont elle est diplômée en 1967. Elle entre alors en section peinture dans l’atelier de Gustave Singier à l’École nationale supérieure des beaux-arts de Paris, diplômée en 1969.

## Son œuvre
De 1968 à 1978 elle donne des cours de dessin dans les écoles de la Ville de Paris où elle oriente ses élèves vers l’invention et la spontanéité plutôt que vers le réalisme et l’application. Elle découvre à travers leurs dessins la liberté et la poésie qui décideront plus tard de sa propre expression. Situé entre le grave et le dérisoire, entre le culturel et le brut, son univers est en effet autant marqué par la nostalgie de l’enfance que préoccupé de recherches plastiques.
En 1974 la découverte de la collection d’Art brut présentée par Jean Dubuffet l’étonne fortement. Elle est frappée par le délire inventif de ces artistes singuliers. Sa réflexion picturale en est bouleversée et elle remet alors en question l’enseignement traditionnel reçu à l’école des Beaux-Arts.
Pendant trois ans elle donne priorité au dessin et met en place un vocabulaire de formes élémentaires proches du “primitif” et du dessin d’enfant qui va l’orienter vers une figuration hors les normes, libérée, à travers laquelle elle trouvera son identité.
Qu’il s’agisse de peintures ou de sculptures ses œuvres ont d’abord pour objet la quête d’une émotion poétique. Elles sont déroutantes à plus d’un titre, mais cela n’empêche pas les personnages qu’elle a imaginés d’exister avec force et de montrer de l’invention. Les uns sont définis par une géométrie ludique remarquablement maîtrisée, les autres par une insolite et touchante humanité. Il s’agit d’un monde en soi, foule de portraits que la simplicité de leur titre a rendus aussi pathétiques qu’étonnamment ordinaires.

## Larus et les artistes
Jean Dubuffet lui écrivait le 6 mai 1981 :
« Je vois avec plaisir que vos travaux dans l’année écoulée se sont activement développés et épanouis. Les belles photographies que vous me communiquez en témoignent. Elles sont impressionnantes. Une verve très inventive s’y manifeste continuellement, à partir de leur conception et tout au long de leur exécution. Les peintures qui les historient sont des plus savoureuses et pleines de trouvailles dans tous leurs détails. En émane beaucoup d’émotion que je ressens fortement [...] »

## Prix
- Lauréate du Prix Léonard de Vinci pour les Arts Plastiques et pour le Mexique, en 1991.
- Une sculpture de Eliane Larus a été remise au cinéaste Pedro Almodóvar en Hommage à la Création Européenne, dans le cadre du Prix Arletty, en 1992.